# 1-ul pe lista morții
1-ul pe lista morții (titlu original: First to Die) este un film american din 2003 regizat de Russell Mulcahy. Rolurile principale au fost interpretate de actorii  Tracy Pollan, Carly Pope, Megan Gallagher, Pam Grier, Gil Bellows, Robert Patrick și Sean Young. Este un miniserial TV de 180 de minute și este bazat pe un roman omonim de James Patterson.

## Prezentare
Inspectorul de omucideri detectivul Lindsay Boxer (Tracy Pollan) face echipă cu alte trei femei profesioniste pentru a investiga un ucigaș în serie care vizează miresele în luna lor de miere. În timp ce încearcă să rezolve cel mai mare caz din cariera ei, ea se îndrăgostește de partenerul ei (Gil Bellows) și se luptă cu o boală care îi pune viața în pericol.

## Distribuție
- Tracy Pollan - Detectiv Lindsay Boxer
- Gil Bellows - Chris Raleigh
- Carly Pope - Cindy Thomas
- Megan Gallagher - Jill Barnett
- Angie Everhart - Chessy Jenks
- Mitch Pileggi - Warren Jacobi
- Sean Young - Joanna Wade
- Jerry Wasserman - Lt. Roth
- Pam Grier - Claire Washburn
- Byron Mann - Derek Lee
- Robert Patrick - Nicholas Jenks
- Kristina Copeland - Merrill Cale
- John Reardon - David Brandt
- Sonya Salomaa - Melanie Brandt
- L. Harvey Gold - Gerald Brandt
- Clint Carlton - Phillip Campbell
- Chiara Zanni - Heather Tibbs
- Warren Christie - Michael DeGraaff
- Marnie Alton - Kathy Kogut
- Ben Cotton - James Voskul
- Veena Sood - Dr. Veena Yandro